# Бальфин, Эдуард
Эдуард Станислаус Бальфин (англ. Edward Stanislaus Bulfin; 6 ноября 1862 ― 20 августа 1939) ― британский генерал и участник Первой мировой войны. Зарекомендовал себя как способный командир на уровнях бригады, дивизии и корпуса. В первую очередь прославился своими действиями по руководству британскими войсками во время Первого сражения при Ипре, которым удалось замедлить немецкое наступление.
В 1917―1918-х годах командовал ХХІ корпусом, который принимал участие в Синайско-Палестинской кампании.

## Ранние годы
Бальфин родился неподалеку от Дублина 6 ноября 1862 года. Он был вторым сыном Патрика Бальфина и Терезы Клэр Кэрролл. Его отец был сыном Эдуарда Бальфина, который происходил родом из Дерринлога, Графство Короля (современное название ― Графство Оффали), и был избран лордом-мэром Дублина в 1870 году. Будущий генерал учился в колледже Стонихёрст, а затем продолжил обучение в Католической частной школе Кенсингтона. Хотя он также проходил обучение в Тринити-колледже в Дублине, он не получил учёную степень и решил избрать для себя карьеру военного.

## Служба в армии
Бальфин начал военную службу в Собственном её принцессы Уэльской полку (Йоркширском полку) в 1884 году, после пребывания в составе Королевских ирландских стрелков, одного из формирований ополчения. Был произведён в капитаны 30 января 1895 года. Неспешно продвигался по карьерной лестнице вплоть до начала Второй англо-бурской войны, когда в ноябре 1899 года он был назначен майором бригады в 9-ю бригаду. Принял участие в нескольких стычках в Южной Африке, и был повышен до бревет-майора в ноябре 1900 года. Вернулся к прежнему званию капитана в свой полк 12 декабря 1901 года, и продолжил службу в Южной Африке до конца войны. Покинул Кейптаун на борту SS Walmer Castle в конце июня 1902, прибыв в Саутгемптон в следующем месяце. По возвращении в Англию снова был временно повышен, на сей раз до подполковника, и его имя оказалось в списке отличившихся участников боевых действий в Южной Африке, который был опубликован 26 июня 1902. После этого оставил полковую службу и решил перейти в штабисты. С 1902 по 1904 год служил в качестве заместителя помощника генерал-адъютанта с I корпуса, с 1906 по 1910 год ― в качестве помощника-адъютанта и генерал-квартирмейстера Капской колонии. После возвращения в Англию дослужился до звания полковника и получил назначение о командовании Эссексской бригадой: это было необычное назначение, поскольку Бальфин никогда не командовал батальоном. В 1913 году он снова продвинулся вверх по карьерной лестнице, получив престижное назначение осуществлять командование 2-й пехотной бригадой.
С 1914 по 1939 год Бальфин был полковником Собственного её принцессы Уэльской Александры полка (Йоркширского полка).

## Первая мировая война
В начале Мировой войны Бальфин и его 2-я бригада были переброшены на Западный фронт в составе Британских экспедиционных сил. В ходе боев вокруг города Ипр в конце октября 1914 года он без какой-либо предварительной подготовки организовал группу из шести батальонов (известную как «силы Бальфина») и повёл их в контратаку, чтобы сдержать немецкое наступление. Это действия принесли ему восторженную похвалу от командующего I корпуса Дугласа Хэйга, а также главнокомандующего БЭС, Джона Френча. В декабре он был назначен командующим вновь сформированной 28-й дивизии, которую провёл через серию интенсивных немецких газовых атак во время Второй битве при Ипре, также командовал ею в Битве при Лоосе.
Бальфин тяжко заболел в октябре 1915 года, и провел первую половину 1916 года на отдыхе в Англии, тем самым избежав перевод в Салоники. Вернулся на Западный фронт в июне 1916 года командующим 60-й дивизии во время битвы на Сомме, хотя его дивизия не сыграла существенной роли в наступлении.

### Салоники и Палестина

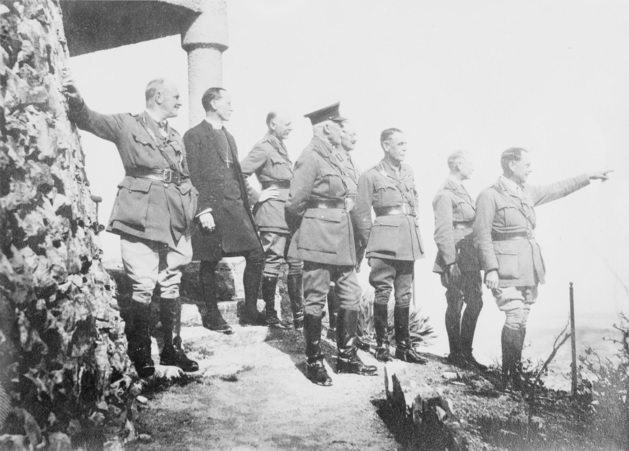
Бальфин, третий справа, с другими генералами на Масличной горе. Иерусалим, 19 марта 1918 года

В декабре 1916 года 60-я дивизия была переброшена в Салоники, хотя там она находилась только шесть месяцев и не приняла участие в крупных боевых действиях. После своей отправки в Палестину в июне 1917 года, Бальфин был удостоен звания генерал-лейтенанта и получил под своё командование ХХІ корпус. Он оказался способным командиром: под его руководством корпус пробился сквозь турецкую линию обороны во время Третьей битве за Газу, открыв путь для захвата Иерусалима. Позднее, в последние дни войны, он также одержал убедительную победу в битве при Мегиддо.

## После войны
После подписания перемирия Бальфин остался служить в армии на различных штабных должностях. Получил звание полного генерала в 1925 году и, наконец, ушёл в отставку в 1926 году. Умер в 1939 году в своём доме в пригороде Боскомб, город Борнмут, графство Дорсет.

## Семья
Сочетался браком с Мэри Фрэнсис Лонерган в 1898 году (сразу перед отправкой в Южную Африку). Вместе у них было двое детей.